# Longueil-Annel
Longueil-Annel är en kommun i departementet Oise i regionen Hauts-de-France i norra Frankrike. Kommunen ligger i kantonen Ribécourt-Dreslincourt som tillhör arrondissementet Compiègne. År 2022 hade Longueil-Annel 2 595 invånare.

## Befolkningsutveckling
Antalet invånare i kommunen Longueil-Annel
| Referens: INSEE |